# 아벨탐험대
용자 아벨전설(勇者アベル伝説)은 비디오 게임 시리즈를 기반으로 한 일본의 애니메이션 시리즈이다. 원제는 드래곤 퀘스트(ドラゴンクエスト). 대한민국에서는 《아벨탐험대》라는 제목으로 1993년 5월 11일부터 1993년 6월 30일까지 KBS에서 방영되었다. 

## 줄거리
이 이야기는 10대 소년 아벨과 그의 가장 친한 친구 티알라에 관한 이야기이다. 자신의 15번째 생일에 티알라는 위대한 용을 깨울 힘이 있는 빨간색 보석을 받는다. 용은 피를 마시는 사람에게 영원한 생명을 부여할 수 있다. 에스타르크 왕국의 악마인 바라모스는 돌을 찾아 불멸을 얻고 싶어한다. 바라모스는 티알라를 납치하고 용의 위치를 찾기 위해 나선다. 마을 장로가 아벨에게 파란색 돌을 준다. 파란색 돌은 깨어난 용을 "봉인"할 수 있는 힘이 있다. 장로는 아벨에게 죽기전에 조언을 한다. 아벨은 티알라를 구하고 바라모스를 물리치기 위해 모험을 시작한다.

## 등장인물
아벨 - 성우: 후루야 토오루/강수진
티알라 - 성우: 카츠키 마사코/최수민
바라모스 - 성우: 와타베 타케시/조달호
무아 - 성우: 시바타 히데카츠/노민

## 방영목록
제1화 구슬의 계승자들
제2화 출발 아리안성으로
제3화 마법사 아나크
제4화 여전사 데이지
제5화 용의 눈물
제6화 마이라항의 등대
제7화 용의 바다
제8화 용의 날개
제9화 엇갈린 운명
제10화 알티아를 사수하라
제11화 무디의 함정
제12화 눈보라검의 위력
제13화 황금열쇠
제14화 용의 전설
제15화 죠마의 반란
제16화 토란성의 비밀
제17화 국왕의 정체
제18화 유령의 성
제19화 투명인간 대작전
제20화 피에르 국왕
제21화 건조 항아리
제22화 페허의 도시
제23화 호수의 비밀
제24화 붉은 구슬의 섬
제25화 난폭한 용
제26화 용사의 혼수상태
제27화 바람산의 약초
제28화 아벨의 재생
제29화 바라모스의 음모
제30화 퉁퉁이의 변신
제31화 아버지의 희생
제32화 노란구슬
제33화 바람풍선 여행
제34화 불사조의 부활
제35화 성잔을 잡아라
제36화 푸른구슬의 신전
제37화 에스타크 성의 결전
제38화 전설의 용
제39화 호수의 비밀
제40화 분노한 용
제41화 대용사 탄생

제42화 생명을 되찾으며(최종회)